# Heinrich Göring (homme politique)
Pour les articles homonymes, voir Goering (homonymie).
Heinrich Göring (né le 18 février 1850 à Edenkoben et mort le 4 juillet 1931 à Deux-Ponts) est un maître charpentier et député du Reichstag.

## Biographie
Göring étudie à l'école du monastère de Pirmasens de 1856 à 1860 puis l'école latine (de) jusqu'en 1863. En octobre 1863, il commence son apprentissage de charpentier à Pirmasens puis voyage comme artisan de 1866 à 1870 à travers une grande partie des états allemands et devient maître en 1877. En octobre 1871, il est au 5e bataillon de chasseurs à pied royal bavarois (de) et rejoint la réserve en tant que sergent en 1874.
De 1907 à 1912, il est député du Reichstag pour la 4e circonscription du Palatinat (Deux-Ponts (de), Pirmasens) avec le Zentrum. Entre 1912 et 1918, il est également membre de la Chambre des députés de Bavière.